# Illiturgis
Illiturgis, nota anche come Iliturgi, Illurgis, era un'antica città spagnola situata sulla strada che collegava Cordova a Castulo. In origine, si trovava vicino al sito di Mengíbar, ma quando fu distrutta la popolazione fu trasferita vicino all'attuale Andújar. In epoca romana era anche chiamata Forum Julium.
Durante la seconda guerra punica, si schierò dalla parte dei romani e fu assediata dai cartaginesi. Tuttavia, gli assedi furono levati.  Quando i due Scipioni, Publio e Calvus, furono sconfitti, Illiturgis e Castulo si schierarono dalla parte dei Cartaginesi.  Inoltre, secondo fonti romane, i cittadini di Illiturgis avrebbero giustiziato i romani che erano fuggiti in città per rifugiarsi durante la guerra. Scipione l'Africano prese d'assalto la città nel 206 a.C. e bruciò i cadaveri dei cittadini massacrati.
In quanto città romana, Illiturgis faceva parte della provincia di Hispania Baetica, e crebbe di dimensioni. Si dice che Sant'Eufrasio di Illiturgis sia stato il suo primo vescovo cristiano. Nel VII secolo, Sisebut costruì una chiesa sul sepolcro di Eufrasio a Illiturgis, ma durante l'invasione della Spagna da parte dei Mori nell'VIII secolo, le reliquie di Eufrasio furono trasferite in Galizia.

## Geografia
Illiturgis era una città dell'Hispania Baetica situata su un ripido terreno montuoso sul lato settentrionale del fiume Baetis. Si trovava sulla strada che conduceva alle vicine città di Cordova e Castulo, a cinque giorni di marcia da Cartagine Nova, l'odierna Cartagena, in Spagna. Poiché la città fu distrutta e ripopolata, è probabile che due siti condividano lo stesso nome. Si ritiene che un sito si trovi sulla collina di Maquiz, a Mengibar, in Spagna. Dopo la sua distruzione, si ritiene che il secondo sito facesse parte dell'area intorno alla moderna città di Andujar, dove attualmente sorge la chiesa di Santa Potenciana.
L'ubicazione della città nelle opere di Livy e Coelius è piuttosto controversa. Secondo quanto riferito, essi erano soliti sostituire di proposito i nomi di città conosciute con nomi sconosciuti. Ad esempio, il sito di Ilorci probabilmente non equivale all'Illiturgis di Livy perché si ritiene che, quando i soldati romani si rifugiarono ad Illiturgis, si recarono invece nella vicina città di Ilorci. Questa è una teoria plausibile, poiché suggerisce che Illiturgis si trovasse molto più in profondità nel territorio nemico, vicino a Mengibar, a poche miglia a sud di Bailen.

## Seconda Guerra Punica
Durante la seconda guerra punica, Illiturgis cercò di schierarsi sia dalla parte dei romani che da quella dei cartaginesi. Quando Roma prese il sopravvento nella battaglia per la Spagna, essi sostennero Roma per sopravvivere, e fecero lo stesso con Cartagine quando essa ebbe il vantaggio in Spagna. Tuttavia, questo cambio di schieramento non piacque a Roma, e la situazione non fece che peggiorare con il progredire della guerra.
Nel 215 a.C., durante la seconda guerra punica, la città spagnola di Illiturgis diventò una colonia della Repubblica Romana. Fu attaccata da Annibale e dagli eserciti cartaginesi mentre l'esercito spagnolo aveva un disperato bisogno di provviste. Roma accorse in loro aiuto inviando vestiti e cibo. Questo atto si rivelò utile ai romani, che ottennero il sostegno degli abitanti della città nella lotta contro i Cartaginesi per la difesa della loro patria. Roma riuscì a conquistare tre campi cartaginesi, causando l'abbandono dell'assedio di Illiturgis. Infine, i romani sconfissero i Cartaginesi e le altre tribù.
Durante la seconda guerra punica, Roma fu tradita da numerose comunità all'interno della Spagna, ed era chiaro ai romani che queste città erano ben consapevoli della loro tirannia. Secondo Livy, tra tutte le città che tradirono i romani, Illiturgis era una delle più significative per dimensioni e colpa ad andare contro la loro autorità. Prima che Africano arrivasse in Spagna, suo padre e suo zio furono inviati con un grande esercito composto da mercenari e soldati romani. Il loro obiettivo finale era quello di conquistare la Spagna e assicurarsi un mezzo di trasporto per attaccare Cartagine. Tuttavia, furono divisi e sconfitti con entrambi gli scipioni uccisi in battaglia. Alcuni sopravvissuti fuggirono a Illiturgis nella speranza di un rifugio sicuro. Il popolo di Illiturgis tradì i romani disertando in favore di Cartagine e uccidendo i soldati romani che cercavano protezione nella loro città. Quindi, Scipione l'Africano ritenne necessario punirli per la loro slealtà nei confronti dell'impero.

### Distruzione
Secondo Livy, la distruzione di Illiturgis aveva due scopi. Il primo era quello di vendicare la vita dei soldati che erano stati traditi dagli abitanti. Il secondo era quello di dimostrare che Roma non perdonava chi la tradiva e di conseguenza li puniva. Il giovane Scipione l'Africano fu l'unico a chiedere di sottomettere la Spagna e in particolare le città che avevano tradito Roma.
Nel 206 a.C., Scipione marciò per cinque giorni con un esercito verso la città di Illiturgis, dove pianificò di impadronirsi del controllo della terra e di distruggere tutti gli edifici e gli abitanti per i loro illeciti nei confronti di Roma. Quando Scipione arrivò, la città era pesantemente fortificata sia dalle difese naturali che dall'uomo, tuttavia il presidio era troppo piccolo per salvaguardare la città. Sapendo che l'esercito romano sarebbe arrivato, la città chiuse le porte a tutti coloro che erano fuori. Ciò diede ai romani la percezione che gli abitanti temessero il loro tradimento. Quando iniziò la battaglia, Scipione aveva inviato solo una piccola parte delle sue forze con scale per assaltare la città. Questo assalto fallì e incoraggiò i cittadini di Illiturgis a combattere. In quello scontro, il popolo di Illiturgis subì pesanti perdite per le sue già piccole forze, mentre i romani subirono perdite relativamente limitate, come Scipione aveva sperato. In seguito, Scipione radunò i suoi uomini e fece un discorso incoraggiante in cui chiese che gli spagnoli fossero puniti nel modo più severo per i loro crimini. Lanciando un nuovo assalto con tutta la sua forza, i romani alla fine presero le mura della città e poi la città stessa.
Africanus era arrabbiato con la città per aver tradito Roma e ucciso i romani che si rifugiarono lì. Pertanto, ordinò che ogni singolo abitante venisse messo a morte. Questo era visto come a malapena giustificabile anche in epoca romana. Una misura più comune sarebbe stata quella di uccidere gli uomini e vendere donne e bambini in schiavitù.

### Castulo e Astapa
Questa distruzione e questa strage sconvolsero tutta la regione. Due città in particolare capirono che avrebbero fatto la stessa fine se avessero cercato di resistere, ma le loro soluzioni furono diverse.
Castulo era una città vicina e anch'essa si trovava lungo il fiume Baetis. Una volta che la gente della città vide come Publio Cornelio Scipione aveva affrontato Illiturgis e il suo tradimento, temette di fare la stessa fine. Si arresero quindi senza combattere nella speranza di ricevere una pena minore dall'esercito romano.
I cittadini di Astapa interpretarono la gravità del trattamento di Illiturgis in modo diverso dalla popolazione di Castulo. Temendo di essere massacrati in modo simile, decisero di uccidere se stessi e bruciare la città, così come tutti i suoi tesori. Più tardi, ci sarebbe stata una controversia sul fatto che Scipione avesse causato o meno il suicidio di massa della gente di Astapa. Tuttavia, Livy crede che la città abbia agito per paura di affrontare la giustizia in generale, non a causa delle azioni estreme di Scipione a Illiturgis.

### Fonti
- Tipps G. K., The Rogum Scipionis and Gnaeus Scipio's Last Stand, in Classical Association of the Atlantic States, vol. 85, n. 2, dicembre 1991,  pp. 81-90.
- Basil Henry Hart, A greater than Napoleon: Scipio Africanus, New York, NY, Biblo and Tannen, 1971.
- Harry Thurston Peck, Harpers Dictionary of Classical Antiquities, Harpers Dictionary of Classical Antiquities, Harper and Brothers, 1898.
- Scullard H.H., Scipio: Soldier and Politician, Great Britain, Western Printing Services LTD, Bristol, 1970.
- Yardley J.C., Livy Hannibal's War: Books 21 to 30, United States, Oxford Press, 2006.
- D.S. Levene, Livy on the Hannibalic War, New York, NY, Oxford University Press, 2010, ISBN 9780198152958.
- Smith, William (1854). Dizionario di geografia greca e romana, Londra